# Packet writing
Il packet writing o IPW (termine originale: Incremental Packet Writing) è una tecnologia di scrittura per dischi ottici che consente di usare CD e DVD nonché sui supporti riscrivibili creando, modificando e cancellando il contenuto degli stessi da parte dell'utente. Il filesystem maggiormente utilizzato e diffuso allo scopo è l'UDF.
Ciò permette di effettuare modifiche riguardo ai contenuti senza la necessità di masterizzare un intero disco; ciò è possibile tramite la scrittura dei dati in blocchi incrementali. La cancellazione o la modifica di file e directory nei CD-R non permette il recupero dello spazio usato, pertanto file e directory precedenti sono marcati semplicemente come spazio vuoto; ciò non accade per i CD riscrivibili.
A causa delle caratteristiche dei supporti riscrivibili ottici come CD-RW e DVD-RW, la capacità dei settori di dati di conservare i loro contenuti diminuisce quando li si modifica frequentemente (poiché la lega re-cristallizata si de-cristallizza). Per far fronte a questo, il sistema di scrittura dei pacchetti può riallocare settori danneggiati con settori integri se necessario, tuttavia questi settori danneggiati non possono essere recuperati formattando il supporto.

## Software usati
- Drag-to-Disc
- Nero InCD
- Drive Letter Access
- Linux kernel (a partire dalla versione 2.6.8)